# Festungsberg

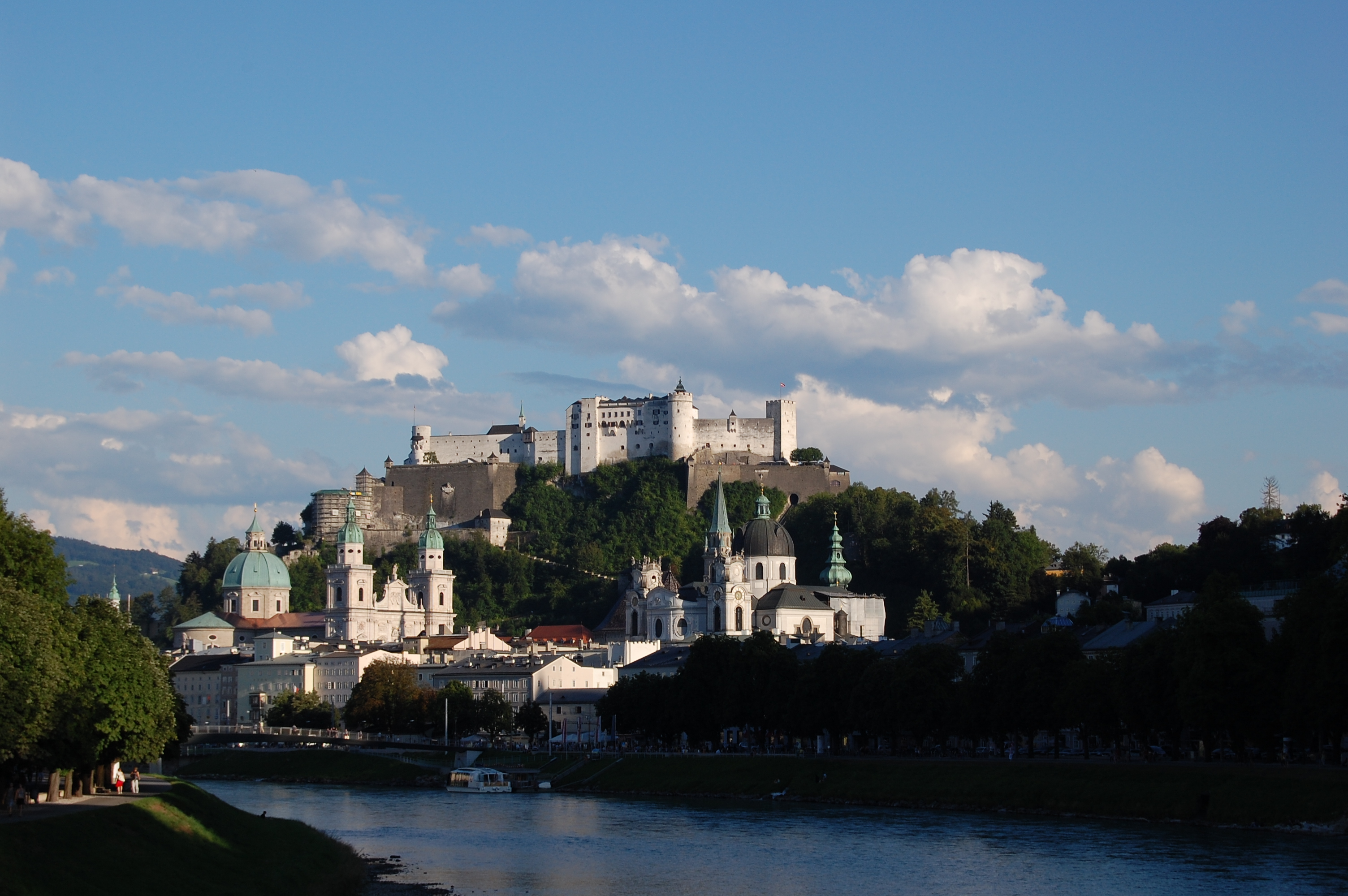
Festungsberg cu Castelul Hohensalzburg, vedere de pe malul râului Salzach

Festungsberg este un munte din orașul Salzburg, Salzburgerland, Austria. Vârful său cu înălțimea de 542 m este locul unde se află Castelul Hohensalzburg. 
Muntele este situat în partea de sud a centrului vechi al orașului (Altstadt). El formează partea de nord a lanțului montan Salzkammergut din Alpii Calcaroși Nordici.
Descoperirile arheologice datează din cultura La Tène, iar zona a fost locuită deja încă din perioada existenței orașului roman Iuvavum până la invazia regelui Odoacru a Italiei în provincia Noricum în 488. În jurul anului 715 episcopul Rupert de Salzburg a fondat mănăstirea benedictină Nonnberg la poalele părții de est a muntelui. Arhiepiscopul Gebhard a construit în vârf un castel în timpul Controversei Investiturilor de la 1077. Utilizate anterior pentru cultivarea viței de vie de către călugării de la Mănăstirea Sf. Petru, pantele sunt în prezent în cea mai mare parte împădurite.